# 啼笑因緣 (無綫電視劇集)
《啼笑因緣》（英語：The Fatal Irony）是1974年香港無綫電視根據張恨水的同名小說改編的電視連續劇，全劇共25集，每集片長半小時，監製鍾景輝，編導王天林，主要演員有李司棋、陳振華、歐嘉慧、黃新等。
該劇同名主題曲《啼笑因緣》由顧嘉煇負責作曲及編曲、葉紹德填詞、仙杜拉主唱。至於劇中插曲《想郎》、《金蓮自嘆》、《賣唱姑娘》、《送郎》以及《我和你》皆是由仙杜拉主唱。

## 演員表
- 李司棋 飾 沈鳳喜/何麗娜
- 陳振華 飾 樊家樹
- 歐嘉慧 飾 關秀姑
- 黃　新 飾 關壽峰
- 羅國維 飾 陶伯和
- 鄭少萍 飾 陶　妻
- 汪　倫 飾 劉　福
- 金興賢 飾 王二哥
- 陳培達 飾 店　夥
- 陳　琪 飾 女　傭
- 姚汝儉 飾 伴奏者
- 周　吉 飾 沈三玄
- 李月清 飾 鳳　母
- 黃　侃 飾 黃鶴聲
- 蘇慧瑜 飾 雅琴
- 飾 劉德柱(劉大帥)
- 鄭君綿 飾 尚師長
- 張活游 飾 何　廉
- 羅　蘭 飾 何　母
- 程可為 飾 賣唱姑娘
- 陳喜蓮 飾 賣唱姑娘
- 梁志雄 飾 伴唱者
- 區少洙 飾 伴唱者
- 羅　雲 飾 流氓/遊客
- 楊炳明 飾 流　氓
- 徐新義 飾 醫　生
- 吳一平 飾 護士/女傭
- 黎永強 飾 小　販
- 阮令濤 飾 小販/遊客
- 劉錦坤 飾 小　販
- 劉偉權 飾 小　販
- 陳桃芳 飾 遊　客
- 何聯芳 飾 遊　客
- 梁秋媚 飾 遊　客
- 潘艷菁 飾 遊　客
- 易倩兒 飾 遊　客
- 徐淑嫻 飾 遊　客
- 楊新好 飾 遊　客
- 葉靄儀 飾 遊　客
- 盧海鵬 飾 遊客/衛兵
- 伍潤泉 飾 遊客/衛兵
- 蕭鍵鏗 飾 遊客/衛兵
- 鄧英敏 飾 遊客/衛兵
- 余家倫 飾 遊客/衛兵
- 許紹雄 飾 警察
- 伍衞國飾 警察
- 蘇淑萍 飾 聽　眾
- 郭　鋒 飾 聽眾/衛兵
- 鄧樹才 飾 聽　眾
- 余錦坤 飾 聽　眾
- 廖婉麗 飾 女　傭
- 賴玉麗 飾 女　傭
- 容玉意 飾 女　傭
- 潘先琪 飾 衛　兵
- 莊文清 飾 歌　女
- 何家慧 飾 遊　客
- 蘇淑萍 飾 遊　客
- 馬笑英 飾 大　嬸
- 徐　意 飾 女　傭
- 吳浣儀 飾 表妹甲
- 蘇杏璇 飾 表妹乙
- 黃允財 飾 衛　兵
- 林嶺東 飾 衛　兵
- 吳孟達 飾 衛　兵
- 林家宜 飾 衛　兵

## 歌曲

### 主題曲
| 歌名         | 作曲   | 填詞   | 編曲   | 演唱者 |
| 〈啼笑因緣〉 | 顧嘉煇 | 葉紹德 | 顧嘉煇 | 仙杜拉 |

### 插曲
| 歌名         | 作曲   | 填詞   | 編曲   | 演唱者 |
| 〈想郎〉     | 顧嘉煇 | 葉紹德 | 顧嘉煇 | 仙杜拉 |
| 〈金蓮自嘆〉 | 佚名   | 葉紹德 | 顧嘉煇 | 仙杜拉 |
| 〈賣唱姑娘〉 | 顧嘉煇 | 王森   | 顧嘉煇 | 仙杜拉 |
| 〈送郎〉     | 顧嘉煇 | 王森   | 顧嘉煇 | 仙杜拉 |
| 〈我和你〉   | 顧嘉煇 | 王森   | 顧嘉煇 | 仙杜拉 |

## 電視節目的變遷
| 英屬香港無綫電視翡翠台 逢星期一至五 19:00-19:30 | 英屬香港無綫電視翡翠台 逢星期一至五 19:00-19:30 | 英屬香港無綫電視翡翠台 逢星期一至五 19:00-19:30 |
| ----------------------------------------------- | ----------------------------------------------- | ----------------------------------------------- |
|                                                 | 翡翠劇場 啼笑因緣 （1974.3.11 - 1974.4.12）     |                                                 |
| 吳園柳莊 （1974.2.4 - 1974.3.8）                | 她的一生 （1974.4.15 - 1974.5.10）              |                                                 |